# Предаването на Бреда
„Предаването на Бреда“ (на испански: La rendición de Breda), или „Копия“ (Las lanzas), е картина на Диего Веласкес, нарисувана в периода 1634 – 1635 г. Картината се намира в музея „Прадо“ в Мадрид.
Изобразява сцената при предаването на ключовете на град Бреда от неговия губернатор Юстин ван Насау на главнокомандващия испанските войски Амброзио Спинола на 5 юни 1625 г. Алтернативното име на картината „Копия“ е породено от това, че 1/3 от платното е заета от изображението на копия на воини от испанската армия, като съставлява важна част от композицията.

## История
„Предаването на Бреда“ е измежду 12-те батални картини, създадени за увековечаване на победите на войските на Филип IV. Предназначени са за Залата на кралствата в двореца Буен Ретиро. Наред с тях е изложен цикъл от платна, изобразяващи 10 епизода от живота на Херакъл на Франсиско де Сурбаран, както и конни портрети на управлявалите 3 поколения на кралското семейство, нарисувани от Веласкес и учениците от ателието му. Картините символизирали славата и непобедимостта на испанските Хабсбурги.

## Обсада на Бреда
Сцената по предаването на ключа от крепостта, изобразена на платното, е предшествана от многомесечна (28 август 1624 – 2 юни 1625 г.) обсада на града от испански войски под командването на Амброзио Спинола. През Осемдесетгодишната война, Испания се бори за запазване на властта на Хабсбургите над Испанска Нидерландия, чиято протестантска част се е разбунтувала и отделила от испанската корона, създавайки Утрехтската уния. Амброзио Спинола, използвайки паузата, възникнала по време на Тридесетгодишната война, обсажда крепостта. От военна гледна точка, обсадата на Бреда е крайно рисковано и абсолютно безполезно начинание, и има за основна цел повдигането на духа на войските; но от политическа гледна точка има голям ефект. Цяла Европа по това време следи в очакване развитието на събитията при обсадата на Бреда.

## Интересни факти
- Някои изследователи на картината предполагат, че крайният персонаж вдясно изобразява самия художник.
- Във филма „Капитан Алатристе“ е включен епизодът, който е изобразен на картината. Самата картина също се появява във филма.